# Elbistan
Elbistan és una ciutat i districte de la província de Kahramanmaraş a Turquia. Fou la romana d'Orient Plasta o Ablashta, l'armènia Ablasta o Ablastayn, la persa Ablistan o Ablistin, i l'àrab Ablestin o Abulusteyn o Ablusteyn. Es troba a l'Anatòlia del sud-est a 1150 metres d'altura al Sogutlu Dere, una de les fonts del Djayhan, en una plana rodejada de les muntanyes del Taure Oriental al peu del Shar Daghi de 1.300 metres. Fou la capital d'un kada (districte) del vilayat de Marash i el 1950 tenia 7.500 habitants i el districte 56.000. Avui és una ciutat de la província de Karaman-Marash o província de Kahramanmaraş, la més gran de la província, i té una població de 130.000 habitants.

## Història
Fou la clàssica Arabissos. La plana d'Elbistan fou objecte de nombrosos combats entre romans d'Orient i àrabs. Arabissos fou destruïda el 951 pel hammdànida Sayf al-Dawla Ali ben Abul Haydja Abd Allah ben Hamdan, però els musulmans i peregrinaven abans i van seguir fent el mateix, ja que suposaven el lloc com a seu de repòs del Set Dorments (Ashab al-Kahf) i es va originar la ciutat d'Elbistan.
El 1097 fou ocupada pels croats que la van conservar fins al 1105 i li van donar el nom de Plastàntia. Després va canviar de mans diverses vegades i els prínceps d'Antioquia la van disputar als emirs danixmendites de Sivas i als emirs seljúcides de Konya o Rum, fins que aquestos la van posseir definitivament el 1201. Fou seu dels emirs Atas-Oghlu.
A la campanya d'Anatòlia del sultà mameluc Bàybars I (que tenia com a objectiu Kayseri), l'egipci va guanyar una gran victòria prop d'Elbistan (15 o 18 d'abril del 1277) contra l'exèrcit de l'Il-kan mongol Abaka.
Els turcmans es van establir a la regió durant el segle xiv i el 1337 es va formar l'emirat d'Elbistan, conegut més generalment (com passà amb tots els emirats turcmans) pel nom de la seva dinastia, Dhul-Kadr. La ciutat fou destruïda per Tamerlà el 1400 i el 1507 pel safàvida Ismail I. El 1515 fou ocupada per orde del sultà otomà Selim I que va matar a l'emir i va nomenar un nou emir, gairebé un governador. El 1522 el darrer emir Ali Beg Dhul-Kadr fou assassinat i l'emirat annexionat.
Va constituir llavors un kada autònom (musellem) del liwa i eyalat de Dhul-Kadriyya amb capital a Marash. El 1848 va esdevenir kada ordinari del sandjak de Marash al vilayat d'Alep.

## Llocs principals
El monument principal és l'Ulu Djami construït el 1241 per l'emir Mubariz al Din Shawil, restaurat més tard seguint l'estil otomà. A la carretera que porta a Behisni hi ha les restes d'un kan construït pel seljúcida Kamar al-Din. La mesquita local antiga, coneguda com a Himmet-Baba-Djami, és un edifici petit amb una cúpula del període otomà.